# Mairy-sur-Marne
Mairy-sur-Marne – miejscowość i gmina we Francji, w regionie Grand Est, w departamencie Marna.
Według danych na rok 1990 gminę zamieszkiwało 589 osób, a gęstość zaludnienia wynosiła 28 osób/km².